# Kongres Celtycki
Międzynarodowy Kongres Celtycki (ang. International Celtic Congress) – międzynarodowa celtycka organizacja kulturalna.

Krainy celtyckie

Do pierwszych obrad Kongresu Celtyckiego doszło w 1917 podczas National Eisteddfod w Birkenhead w Walii. Inicjatorem był prezydent National Eisteddfod E. T. John. Uczestniczyli w nim też przedstawiciele ze Szkocji, Irlandii, Bretanii i wyspy Man. Od 1927 swoich przedstawicieli na coroczne spotkania przysyła dodatkowo Kornwalia. W latach 30. patronem organizacji był prezydent Irlandii Éamon de Valera. Kongres zastąpił dotychczasowe organizacje celtyckie, jak Stowarzyszenie Celtyckie i Kongres Panceltycki. Jego zadaniem – w odróżnieniu od Ligi Celtyckiej, mającej polityczny charakter – jest promowanie kultury narodów celtyckich Irlandii, Szkocji, Walii, Bretanii, Kornwalii i wyspy Man. Dużą rolę odgrywają wysiłki dążące do odrodzenia języków celtyckich. W każdym kraju członkowskim działa komitet narodowy Kongresu.